# 3049 Kuzbass
3049 Kuzbass (1968 FH) là một tiểu hành tinh vành đai chính được phát hiện ngày 28 tháng 3 năm 1968 bởi T. Smirnova ở Nauchnyj.